# Famille de Sablé
 (novembre 2024).
La famille de Sablé est une famille qui a marqué l'histoire du Maine et de l'Anjou.

## Histoire

### Introduction
La châtellenie de Sablé a droit à une place dans la galerie féodale régionale en partie à cause de ses domaines et fiefs mayennais. La seigneurie et la forêt de Bouère qui venait jusqu'aux portes de la ville en faisaient partie ; Saint-Loup-du-Dorat (Mayenne) était un fief vassal ; l'abbaye de Bellebranche, en Saint-Brice (Mayenne), était fondation de ses seigneurs.
Jean sans Terre est le seul suzerain qui lui donne le titre de baronnie, mais quand même cette appellation ne serait pas ratifiée, la châtellenie serait aussi importante que les plus notables baronnies, et ses seigneurs par leur rôle, par l'agrandissement de leur domaine, se trouveraient égaux aux plus puissants barons.

### Gilles Ménage
L'abbé Angot affirme qu'il pensait tout d'abord qu'il était nécessaire de traiter ce sujet, car il l'avait été si copieusement par Gilles Ménage dans son Histoire de Sablé, en 1683-1686. Mais après avoir étudié sérieusement la question, l'abbé Angot s'est aperçu que l'auteur, tout en apportant à son étude d'une ville aimée, berceau de sa famille, un soin estimable et un grand luxe d'érudition, était loin d'en avoir parlé d'une manière irréprochable.
L'abbé Angot a donc jugé qu'il y avait lieu d'écrire une généalogie des seigneurs de Sablé qui mît en œuvre les nouvelles recherches, qui profitât des facilités offertes par la publication des cartulaires et des études récentes sur les origines féodales des grandes familles du pays. Ces lumières nouvelles permettent de réformer les affirmations de Ménage et d'écarter bien des
erreurs.
Ménage avait suivi, au moins pour les débuts de sa généalogie de Sablé, les « Mémoires de M. du Bouchet, dont je ne doute point, disait-il, quoiqu'ils ne soient appuyés d'aucun titre formel. » Il admettait avec lui et les auteurs qui l'avaient suivi, comme souche de la famille de Sablé, un Hubert, vicomte du Maine, qui aurait vécu « au commencement du Xe siècle », père de Raoul et de Geoffroy. Le dernier aurait été, suivant notre auteur, qualifié « dans des titres incontestables seigneur de Sablé », pendant que Raoul succédait à son père dans la vicomté du Maine, au commencement du XIe siècle.
Mais comme Ménage avait connaissance d'autres personnages du nom de Sablé, il voulut les unir à la Maison des vicomtes. Là tout était de son invention, car les autres généalogistes ne font pas mention de cette première Maison. Ceux même qu'il connaissait et mettait en avant, n'avaient, il l'avouait, jamais possédé la terre de Sablé. Mais il édifia alors un système d'après lequel Hubert susdit aurait épousé la fille du frère aîné et inconnu d'un Salomon de Sablé, premier représentant de la maison, antérieure aux vicomtes du Maine à Sablé.
L'abbé Angot développe pourquoi est impossible la supposition de Ménage sur la descendance de la branche cadette de Beaumont d'une famille de Sablé.
Il examine quand même en quelques lignes ce que Ménage a dit d'essentiel de ces nouveaux venus. Il met en tête de sa filiation Salomon, qui fut époux vers 1040 et non, comme il l'affirme, au Xe siècle, d'Adélaïs, quatrième fille de Giroie de Montreuil, célèbre chevalier normand, dont parle longuement Orderic Vital. Salomon fut père de Renaud et grand-père de Lisiard de Sablé, qui servit « Henri Ier d'Angleterre, roi d'Angleterre, contre les Angevins ».
On connaît par plusieurs documents un second Salomon de Sablé, qui fonda le prieuré de Saint-Loup, près Sablé, et se fit moine à Marmoutier en 1068 ; il eut un fils nommé Hugue et probablement un autre nommé Gui, clerc, connu comme fils de Salomon par une charte de Guy Ier de Laval. Hugue, époux de Godehilde — que Ménage dit femme de son fils, — fut père d'un troisième Salomon. L'historien de Sablé n'affirme point que Salomon Ier tienne par aucun lien à Salomon II, Hugue, Gui et Salomon III, qui sont cités ensemble dans un acte de Robert le Bourguignon, en 1078.
Une autre famille de Sablé, célèbre par sa parenté avec Geoffroy Grisegonnelle, et qui donna naissance aux familles de Champagne (-Parcé) et de Mathefelon, comprenait au XIe siècle deux frères, Geoffroy et Hervé de Sablé. Le second, surnommé le Rasoir (Rasorius), par l'influence de son frère, épousa Eremburge, fille d'Aubry de Montmorency, que Geoffroy Grisegonnelle avait ramené de l'Île-de-France avec lui en Anjou. Eremburge était veuve d'Hubert d'Arnay, dont elle avait un fils nommé Hubert qui fut surnommé le Rasoir, comme son beau-père. Du second mariage elle eut Raoul et Bernier. Ses trois fils moururent en 1016 à la bataille de Pontlevoy, mais Hubert laissait sa veuve enceinte : elle devint mère d'Hubert de Champagne, ancêtre des Mathefelon et des Champagne (-Parcé).
Ménage, sans preuve ni indices quelconques, suppose une proche parenté entre Salomon I, Geoffroy et Hervé de Sablé, soit de frères, soit d'oncles à neveu. Puis il fait, de Raoul et de Geoffroy les petits-fils du frère aîné de Salomon, par une sœur, par une fille mariée à Hubert, vicomte du Maine, dont on ne connaît pas plus le nom que ceux de ses père et mère. Il relie encore à sa fantaisie Salomon I, non seulement aux vicomtes du Maine, mais à d'autres individus, dits également de Sablé, mais qui, comme lui, n'ont jamais eu de droit sur la seigneurie de Sablé, ni de parenté avec les seigneurs, pas plus que plusieurs personnages du même nom, du Mans et de l'Anjou. L'abbé Le Laboureur (Claude ?) avait pourtant donné à Gilles Ménage un bon avis en lui disant que, dans les Xe siècle et XIe siècles, les terres avaient servi à dénommer les individus mais jamais les familles.
Ménage avait rédigé sa généalogie complète quand il découvrit la charte d'Évron, de 994, dans laquelle le comte Hugues III du Maine remettait à l'abbaye les coutumes indues et accordait les droits de foires et marchés, du consentement de Raoul, vicomte du Maine, et de Raoul, son fils. Ce dernier est bien celui qui possédait Solesmes en 1010, et qui fut frère de Geoffroy de Sablé, seigneur de Sablé. Du coup Ménage comprit que du Bouchet, du Cange, dom Chantelou l'avaient trompé ; que Raoul et Geoffroy, seigneurs de Solesmes et de Sablé, n'étaient point fils d'Hubert, mais de Raoul, vicomte du Maine. Seulement il ne vit que cette première erreur et n'alla point jusqu'à comprendre qu'il avait corrigé indûment la charte de la Couture où le fondateur de Sablé est dit comte et non vicomte du Maine ; que son histoire en est restée faussée jusqu'au bout ; qu'au lieu d'avoir possédé ces fiefs par héritage de la maison de Sablé, les deux frères les avaient eus par inféodation du comte suzerain, les premiers de leur famille à posséder cette pointe extrême de territoire qui faisait de leur vicomté une longue bande allant de la Normandie à l'Anjou, entre le Maine oriental et le Maine occidental. Au lieu d'admettre ces conclusions forcées, l'historien de Sablé persista à croire « que l'héritière de Sablé que Raoul (il ne dit plus Hubert), vicomte de Beaumont, avait épousée, pouvait être nièce ou cousine germaine de Salomon de Sablé mentionné par Orderic Vital, et d'Hervé et de Geoffroy de Sablé... Ces Sablé descendaient vraisemblablement, ajoute-t-il, des seigneurs de la terre de Sablé qui, dans le temps de l'établissement des fiefs (c'est-à-dire vers la fin du IXe siècle) avaient formé celui de Sablé » .
Ainsi, il n'y eut pas de première Maison de Sablé, au sens où l'entend Ménage.

## Liste des seigneurs
- Geoffroy de Sablé
- Robert le Bourguignon
- Robert II de Sablé
- Lisiard de Sablé
- Robert III de Sablé
- Robert IV de Sablé
- Guillaume des Roches

## Liste des dames de Sablé
- Marguerite de Sablé, dame du Lude et de Durtal, née en 1175 et morte en 1238, fille aînée du baron mainiot Robert IV de Sablé.

## Pour approfondir